# Robert Goodenow
Robert Goodenow (* 19. April 1800 in Henniker, Merrimack County, New Hampshire; † 15. Mai 1874 in Farmington, Maine) war ein US-amerikanischer Politiker. Zwischen 1851 und 1853 vertrat er den Bundesstaat Maine im US-Repräsentantenhaus.

## Werdegang
Robert Goodenow war der jüngere Bruder von Rufus K. Goodenow (1790–1863), der zwischen 1849 und 1851 ebenfalls für den Staat Maine im Kongress saß und von Daniel Goodenow (1793–1863) dem späteren Maine Attorney General. Im Jahr 1802 zog er mit seinen Eltern nach Brownfield (Massachusetts) im heutigen Maine. Dort und in Sanford besuchte er die öffentlichen Schulen. Danach studierte er zunächst Medizin. Nach einem anschließenden Jurastudium und seiner im Jahr 1822 erfolgten Zulassung als Rechtsanwalt begann er in Wilton in seinem neuen Beruf zu arbeiten. Zwischen 1828 und 1834 war er auch Bezirksstaatsanwalt. Im Jahr 1832 verlegte er seinen Wohnsitz und seine Praxis nach Farmington.
Politisch war Goodenow Mitglied der Whig Party. Bei den Kongresswahlen des Jahres 1850 wurde er im dritten Wahlbezirk von Maine in das US-Repräsentantenhaus in Washington, D.C. gewählt. Dort trat er am 4. März 1851 die Nachfolge von John Otis an. Da er für die nächsten Wahlen im Jahr 1852 von seiner Partei nicht mehr nominiert wurde, konnte er bis zum 3. März 1853 nur eine Legislaturperiode im Kongress absolvieren. Diese war von den Diskussionen um die Sklaverei im Vorfeld des Bürgerkrieges bestimmt.
Im Jahr 1857 wurde Goodenow zum Beauftragten für die Staatsbank von Maine (State Bank Commissioner) ernannt. Von 1866 bis 1868 war er Kämmerer im Franklin County. Anschließend fungierte er bis 1870 noch einmal als Bezirksstaatsanwalt. Zwischen 1868 und 1874 war Goodenow Schatzmeister der Franklin County Savings Bank. Er starb am 15. Mai 1874 in Farmington und wurde dort auch beigesetzt.